# P-аминобензоена киселина
пара-Аминобензоена киселина или 4-аминобензоена киселина или ПАБК (тъй като броят 4-то място в бензеновия пръстен се нарича още пара- място) представлява органично съединение с емпирична формула H2NC6H4CO2H. ПАБК e бяло и сиво кристално вещество, слабо разтворимо във вода. Тя се състои от бензенов пръстен, заместен с амино- и с карбоксилна група.

## Производство и появата на
В индустрията, ПАБК приготвя се най-вече по два начина:
- Редукция на p-нитробензиена киселина
- Деградация на Хофман на моноамид получен от терефталова киселина.[1]

Хранителни източници на ПАБК включват черен дроб, бирена мая и нефилтрирана бира, бъбреци, петмез, гъби и ядки.

## Биология

### Биохимия
ПАБК е междинен продукт при синтезата на фолиева киселина (витамин B9) от бактерии, растения и гъби.
Много бактерии, включително и тези в човешкото чревния тракт, като например е. коли, синтезират ПАБК от chorismate с комбинираното действието на ензимите 4-амино-4-деоксихорсмат синтаза и 4-амино-4-деоксихорсмат лиаза. Растенията произвеждат ПАБК в хлоропластите си и я складират в тъканите си, като глюкозов естер (pАБК-Glc). Хора нямат достатъчно ензими за преобразуване на ПАБК във фолиева киселина, затова изискват прием на фолиева киселина от хранителни източници, като например зелени листни зеленчуци. При хора, ПАБК не е незаменимо вещество, макар исторически се е наричала "витамин Bх", тя не е витамин, защото повечето хора имат чревни бактерии създават ПАБК.
Сулфонамидните медикаменти са структурно сходни с ПАБК и тяхната антибактериална активност се дължи на това, че се намесват в превръщането на ПАБК във фолиева киселина  под действието на ензима дихидроптероат синтетаза. По този начин развитието на бактерии е ограничен чрез дефицит на витамин B9.

### Медицинско приложение
Калиевата сол на ПАБК се използва като лекарство срещу фиброза кожни заболявания, например, болест на Пейрони, под търговската марка Potaba. ПАБК също така понякога се използва под формата на таблетки за страдащи от синдром на дразнимото черво за лечение на свързани със стомашно-чревни симптоми и епидемиологични проучвания на храненето за оценка на пълнотата на 24-часово събиране на урина за определяне на отделянето на натрий, калий или азот.
Важни производни на р-аминобензоената киселина са някои нейни естери, които са анестетици, като бензокаин и прокаин.

### Хранителна добавка
Въпреки липсата на известния синдром на дефицит на ПАБК в човешкото тяло, с изключение на няколко хора, които нямат бактерии, които създават ПАБК в своите колонов, много претенции за обезщетения се извършват от търговски доставчици ПАБК като хранителна добавка. Предимство на заявения към умора, раздразнителност, депресия, мокнущей екзема (мокнущие екзема), склеродермия (преждевременно втвърдяване на кожата), център загуба на пигмент на кожата (витилиго), както и преждевременно сива коса.

## Съображения за сигурност
ПАБК е до голяма степен нетоксичен; средната летална доза ПАБК при кучета (орално) е 2 гр/кг Алергични реакции на ПАБК са възможно. ПАБКсе формира в при метаболизма на много от естерните локални анестетици и реално алергичните реакции към тях се дължат на получената ПАБК.